# Chermalik
Chermalik en ucraniano: Чермалик, en griego: Τσερμαλίκ, o Zamózhnoye en ruso: Замо́жное, es un poblado del raión de Volnovaja en el óblast de Donetsk. Hasta el 11 de diciembre de 2014 era parte del raión de Boykivske. Se encuentra en la margen derecha del río Kalmius, a 35 km de Mariúpol y a 39 km de Donetsk.
Fue fundado en 1779 por colonos de origen griego procedentes de Crimea. Hasta el presente, ha sido un centro de la cultura griega y conserva cuidadosamente las tradiciones de las personas que una vez se mudaron a la cuenca del Mar Negro desde su patria histórica.
En el censo de 2001, el 82,91% de la población declaró el ruso como lengua materna, el 8,54 % el griego y el 8,33 % el ucraniano.